# Bey (Saône-et-Loire)
Pour les articles homonymes, voir Bey.
Bey est une commune française située dans le département de Saône-et-Loire en région Bourgogne-Franche-Comté.

## Géographie

### Situation géographique
Bey fait partie de la Bresse chalonnaise. C'est une commune rurale de la proche périphérie de Chalon-sur-Saône (12 km).
Au niveau géographique, la commune appartient directement au bassin d'emplois chalonnais, auquel elle est reliée par l'axe majeur au niveau régional, qu'est la RN 73.
Bey, jouit d’une situation géographique favorable :
- Proximité des grands axes de circulation.
- Proximité des centres urbains les plus importants.
- Présence d'un cadre naturel intéressant (paysages, milieux).
- Environnement attractif, favorable au cadre de vie et au tourisme (campagne, forêts, présence de la Saône, possibilités de promenades, loisirs et découverte...).

### Hydrographie
Bey est située en bordure de la vallée de la Saône, en rive gauche de la rivière. Il y a aussi des petits cours d'eau à l'est.

### Géologie et relief
La commune présente ainsi une physionomie variée rappelant tantôt la Bresse, tantôt le val de Saône. Son territoire est de petite taille (892 ha), dont 200 ha occupés par des bois et forêts. Le relief de la commune est peu marqué, mais reste vallonné, notamment en bordure de la terrasse de la Saône et à proximité des petits cours d'eau qui marquent les paysages de l'Est.

### Climat
Pour des articles plus généraux, voir Climat de la Bourgogne-Franche-Comté et Climat de Saône-et-Loire.
En 2010, le climat de la commune est de type climat océanique dégradé des plaines du Centre et du Nord, selon une étude du Centre national de la recherche scientifique s'appuyant sur une série de données couvrant la période 1971-2000. En 2020, Météo-France publie une typologie des climats de la France métropolitaine dans laquelle la commune est exposée à un climat semi-continental et est dans la région climatique Bourgogne, vallée de la Saône, caractérisée par un bon ensoleillement (1 900 h/an), un été chaud (18,5 °C), un air sec au printemps et en été et des vents faibles.
Pour la période 1971-2000, la température annuelle moyenne est de 11,1 °C, avec une amplitude thermique annuelle de 17,7 °C. Le cumul annuel moyen de précipitations est de 866 mm, avec 11,4 jours de précipitations en janvier et 7,3 jours en juillet. Pour la période 1991-2020, la température moyenne annuelle observée sur la station météorologique de Météo-France la plus proche, « Saint-Marcel », sur la commune de Saint-Marcel à 7 km à vol d'oiseau, est de 12,3 °C et le cumul annuel moyen de précipitations est de 818,4 mm. 
La température maximale relevée sur cette station est de 41,8 °C, atteinte le 12 août 2003 ; la température minimale est de −20 °C, atteinte le 16 janvier 1985,,.
Les paramètres climatiques de la commune ont été estimés pour le milieu du siècle (2041-2070) selon différents scénarios d'émission de gaz à effet de serre à partir des nouvelles projections climatiques de référence DRIAS-2020. Ils sont consultables sur un site dédié publié par Météo-France en novembre 2022.

## Urbanisme

### Typologie
Au 1er janvier 2024, Bey est catégorisée commune rurale à habitat dispersé, selon la nouvelle grille communale de densité à sept niveaux définie par l'Insee en 2022.
Elle est située hors unité urbaine. Par ailleurs la commune fait partie de l'aire d'attraction de Chalon-sur-Saône, dont elle est une commune de la couronne,. Cette aire, qui regroupe 109 communes, est catégorisée dans les aires de 50 000 à moins de 200 000 habitants,.

### Occupation des sols
L'occupation des sols de la commune, telle qu'elle ressort de la base de données européenne d’occupation biophysique des sols Corine Land Cover (CLC), est marquée par l'importance des territoires agricoles (66,4 % en 2018), une proportion sensiblement équivalente à celle de 1990 (66,5 %). La répartition détaillée en 2018 est la suivante : zones agricoles hétérogènes (29,6 %), forêts (24,1 %), terres arables (22,2 %), prairies (14,6 %), zones urbanisées (7,4 %), eaux continentales (2,1 %). L'évolution de l’occupation des sols de la commune et de ses infrastructures peut être observée sur les différentes représentations cartographiques du territoire : la carte de Cassini (XVIIIe siècle), la carte d'état-major (1820-1866) et les cartes ou photos aériennes de l'IGN pour la période actuelle (1950 à aujourd'hui).

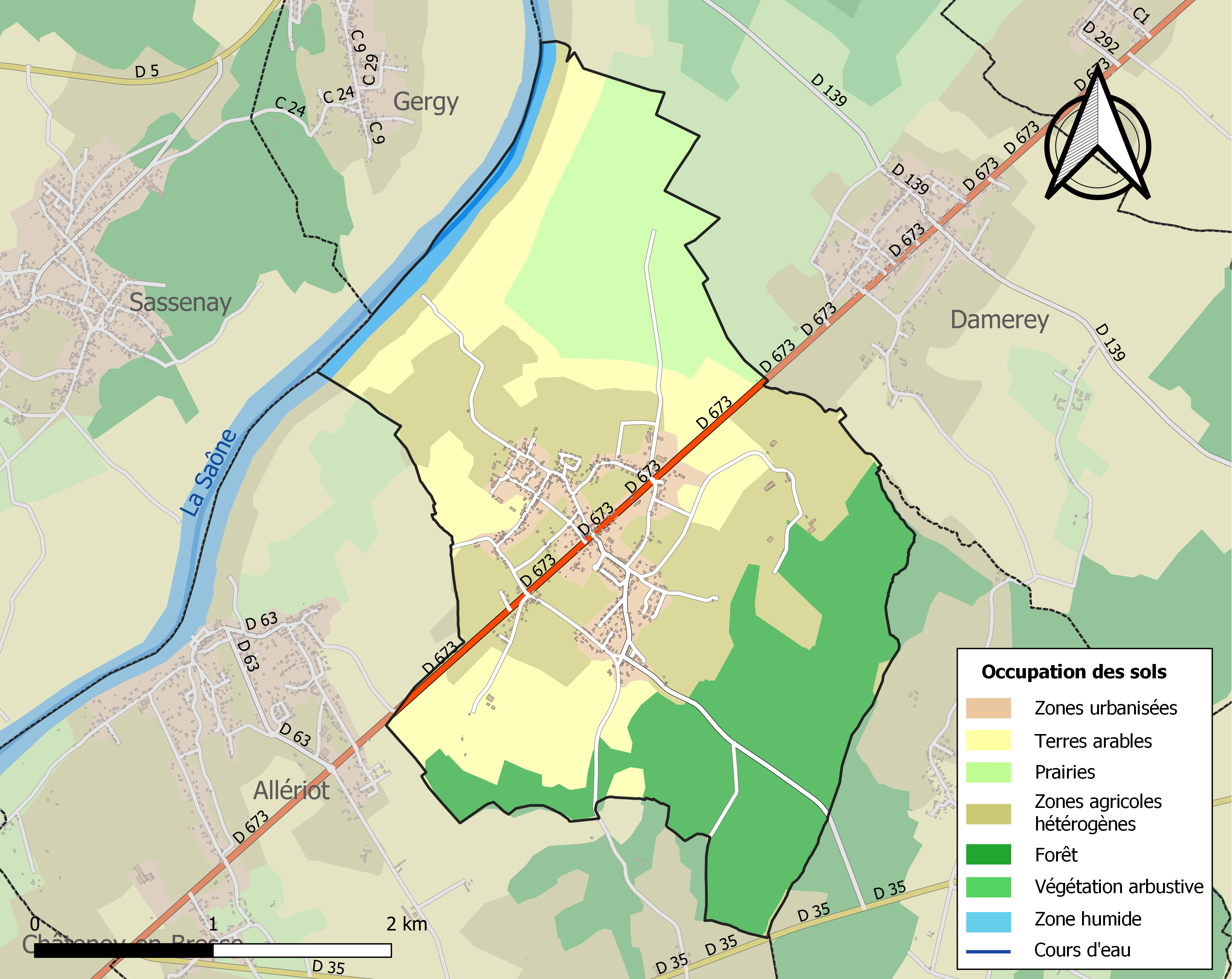
Carte des infrastructures et de l'occupation des sols de la commune en 2018 (CLC).

## Toponymie
Autrefois nommé Boes, Boez puis Baes.
Le nom de Bey vient du gaulois Bega qui signifie « lieu d'eau ».

## Histoire
Construction de l'église au XIe siècle. Ce territoire faisait partie de la châtellerie de Verdun et a appartenu aux chartreux de Dijon. Il y avait également dans le temps deux moulins à eau et un moulin à vent. La commune a reçu en février 2010 le label Bien vieillir et vivre ensemble.

## Politique et administration

### Tendances politiques et résultats

#### Élections présidentielles
Le village de Bey place en tête à l'issue du premier tour de l'élection présidentielle française de 2017, Marine Le Pen (RN) avec 30,66 % des suffrages. Mais lors du second tour, Emmanuel Macron (LaREM) est en tête avec 54,46 %.

#### Élections régionales
Le village de Bey place la liste « Pour la Bourgogne et la Franche-Comté » menée par Gilles Platret (LR) en tête, dès le 1er tour des élections régionales de 2021 en Bourgogne-Franche-Comté, avec 30,17 % des suffrages. Lors du second tour, les habitants décideront de placer la liste de "Notre Région Par Cœur" menée par Marie-Guite Dufay, présidente sortante (PS) en tête, avec cette fois-ci, près de 38,84 % des suffrages. Devant les autres listes menées par Gilles Platret (LR) en seconde position avec 31,82 %, Julien Odoul (RN), troisième avec 24,38 % et en dernière position celle de Denis Thuriot (LaREM) avec 4,96 %. Il est important de souligner une abstention record lors de ces élections qui n'ont pas épargné le village de Bey avec lors du premier tour 60,16 % d'abstention et reste identique au second.

#### Élections départementales
Le village de Bey faisant partie du canton de Gergy place le binôme de Violaine GILLET (PS) et Didier RÉTY (PS), en tête, dès le 1er tour des élections départementales de 2021 en Saône-et-Loire avec 34,55 % des suffrages. Lors du second tour, les habitants décideront de placer de nouveau le binôme de Violaine GILLET (PS) et Didier RÉTY (PS), en tête, avec cette fois-ci, près de 50,66 % des suffrages. Devant l'autre binôme menée par Nathalie DAMY (DVD) et Michel DUVERNOIS (DVD) qui obtient 49,34 %. Cependant, il s'agit du binôme Nathalie DAMY (DVD) et de Michel DUVERNOIS (DVD) qui est élu, une fois les résultats centralisés. Il est important de souligner une abstention record lors de ces élections qui n'ont pas épargné le village de Bey avec lors du premier tour 60 % d'abstention et au second, 60,16 %.

### Liste des maires de Bey
| Période                                  | Période    | Identité           | Étiquette | Qualité                                                |
| ---------------------------------------- | ---------- | ------------------ | --------- | ------------------------------------------------------ |
| 2020                                     | "en cours" | Catherine Debeaune |           | Cadre administratif de la fonction publique            |
| mars 2008                                | mai 2020   | Philippe Decroocq  | DVG       | Cadre supérieur Président de la communauté de communes |
| 2005                                     | mars 2008  | Suzie Blandenet    |           |                                                        |
| 1987                                     | 2005       | Robert Servange    |           | Chef d'entreprise                                      |
| mars 1971                                | 1987       | Emile Gerlaud      |           |                                                        |
| Les données manquantes sont à compléter. |            |                    |           |                                                        |

### Intercommunalité
Au niveau intercommunal, Bey appartient notamment à la Communauté de communes Saône Doubs Bresse

## Démographie
L'évolution du nombre d'habitants est connue à travers les recensements de la population effectués dans la commune depuis 1793. Pour les communes de moins de 10 000 habitants, une enquête de recensement portant sur toute la population est réalisée tous les cinq ans, les populations de référence des années intermédiaires étant quant à elles estimées par interpolation ou extrapolation. Pour la commune, le premier recensement exhaustif entrant dans le cadre du nouveau dispositif a été réalisé en 2005.

En 2022, la commune comptait 869 habitants, en évolution de +4,7 % par rapport à 2016 (Saône-et-Loire : −1,06 %, France hors Mayotte : +2,11 %).
| 1793 | 1800 | 1806 | 1821 | 1831 | 1836 | 1841 | 1846 | 1851 |
| ---- | ---- | ---- | ---- | ---- | ---- | ---- | ---- | ---- |
| 456  | 412  | 476  | 497  | 516  | 555  | 594  | 588  | 593  |

| 1856 | 1861 | 1866 | 1872 | 1876 | 1881 | 1886 | 1891 | 1896 |
| ---- | ---- | ---- | ---- | ---- | ---- | ---- | ---- | ---- |
| 596  | 566  | 573  | 557  | 550  | 550  | 534  | 516  | 512  |

| 1901 | 1906 | 1911 | 1921 | 1926 | 1931 | 1936 | 1946 | 1954 |
| ---- | ---- | ---- | ---- | ---- | ---- | ---- | ---- | ---- |
| 514  | 506  | 465  | 389  | 380  | 333  | 346  | 346  | 322  |

| 1962 | 1968 | 1975 | 1982 | 1990 | 1999 | 2005 | 2006 | 2010 |
| ---- | ---- | ---- | ---- | ---- | ---- | ---- | ---- | ---- |
| 378  | 353  | 388  | 504  | 554  | 633  | 745  | 749  | 796  |

| 2015 | 2020 | 2022 | - | - | - | - | - | - |
| ---- | ---- | ---- | - | - | - | - | - | - |
| 804  | 869  | 869  | - | - | - | - | - | - |

## Vie locale

### Enseignement
Le village possède une centaine d'élèves de niveau élémentaire (maternelle et primaire) avec une cantine, une garderie et un accueil périscolaire. Il y a aussi une bibliothèque.

### Santé
Il y aura bientôt cinq logement pour personnes âgées à mobilité réduite et un cabinet médical. L'hôpital le plus proche se situe à Chalon-sur-Saône.

### Cultes
Culte catholique dans l'église du village.

### Sports
Cette commune possède un stade de football ou évolue le club de la « Jeunesse Sportive de Bey » qui évolue pour son équipe première en 2e division du pays saônois en 2011-2012. Il y a aussi une salle de sport située dans l'école et un city stade.

### Associations
Il y a une dizaine d'associations dans ce village :
- APEEB
- Les Amis du Patrimoine
- Chasse
- Comité des Fêtes
- La Compagnie des Corps en Pièces
- Gymnastique Volontaire
- Jeunesse Sportive de Bey
- Pétanque
- Le Plateau de Jeu
- Les conscrits
- Le CCAS

#### Manifestations
Le comité des fêtes organise une kermesse fin juin, le repas de cochon fin octobre et une bourse aux jouets mi-décembre. Il y a aussi, le repas des conscrits début mars, la brocante du CCAS début mai, une foire de printemps et un spectacle de théâtre. Il y a également depuis 2010, un festival nommé « Rock and Bey » au mois de juillet. Depuis 2017, l'association le Plateau de Jeu organise également un festival annuel de jeux de société, Les 30 h du Jeu, début juillet .

## Économie
Il y a quatre commerces dans cette commune et l'agriculture y est présente avec des terres cultivées. Il y a également 7 entreprises (une entreprise de transport, un maçon, un club hippique...). Les commerces sont un salon de coiffure, une boulangerie et un restaurant (nommé l'Au-bey-rge).

## Culture locale et patrimoine

### Lieux et monuments
- Église du XIe siècle. Cette église contient une piéta de la fin du XVIe siècle qui représente la Vierge assise et portant le Christ mort sur les genoux[1].

### Héraldique
| Blason de Bey | Blason  | D'azur au mouton d'argent accompagné de trois quintefeuilles d'or rangées en chef.                             |
| Blason de Bey | Détails | Armes du coseigneur de Bey (« en la portion dite de la Cosne »). Adopté par la municipalité le 3 juillet 1998. |

## Pour approfondir